# 梯儁
梯 儁（てい しゅん、生没年不詳）は、魏の朝鮮植民地帯方郡の建中校尉（けんちゅうこうい)。

## 人物
238年、卑弥呼が魏の帯方郡に始めて遣使を送ったときの帯方太守の劉夏は、戦時下にあった遼東半島を通過することを案じ、倭国の使者で大夫の難升米一行に護衛兵と案内役をつけて、魏の都の洛陽まで送り届けた。同年12月、魏の明帝が破格といえる莫大な下賜品を与えようとしたが、明帝が239年正月に崩御したため、下賜品が実際に授けられたのは240年となった。魏の帯方太守の弓遵は建中校尉の梯儁などを倭国に遣わし、詔書・印綬を奉じて、倭国に詣り、倭王に拝仮し、并びに詔を齎し、金帛・錦罽・刀・鏡・采物を賜った。